# Unité 42
Unité 42 és una sèrie de televisió belga de vint capítols de 52 minuts escrita per Julie Bertrand, Annie Carels i Charlotte Joulia i emesa entre el 19 de novembre de 2017 i l'1 de desembre de 2019 a La Une i, a partir del 18 de maig de 2019, a Één; a França a partir del 15 de gener de 2018 a France 2 i a Suïssa des del 12 d'abril de 2018 a RTS Un. A Catalunya es va poder veure a Netflix.
Després de La Trêve i Ennemi public, Unité 42 és el resultat de la segona convocatòria conjunta de projectes entre la RTBF i la Federació Valònia-Brussel·les.

## Sinopsi
Un equip de policia d'elit lluita contra totes les noves formes de cibercrim. L'equip està format per:
- Billie Vebber / Th3m1s, una hacker;
- Sam, pare vidu, no especialitzat en noves tecnologies;
- Nassim;
- Bob;
- Alice, una patòloga sorda que es comunica en llengua de signes.

## Repartiment
- Patrick Ridremont : Sam Leroy
- Constance Gay : Billie Vebber
- Tom Audenaert : Bob Franck
- Roda Fawaz : Nassim Khaoulani
- Danitza Athanassiadis : Alice Meerks
- Thomas Demarez : Tom Leroy
- Simon Caudry : Robin Leroy
- Caroline Stas : Camille Leroy
- Nola Tilman : Emmy Leroy
- Tania Garbarski : Manuela Desmet
- Hélène Theunissen : Hélène Janssen
- Anne-Pascale Clairembourg : Sandra Magnot
- Selma Alaoui : Dianne Wauters
- Éric De Staercke : Léon Neefs
- Alain Eloy : Henri Ravet
- Jean-Michel Balthazar : Lambert Hammers
- Baptiste Sornin : Michel Van Deck
- Olivier Bonjour : Dominic Dalmot
- Christophe Lambert : le ravisseur
- Adonis Danieletto : Marc Descamps
- Gilles Vandeweerd : Goldkey
- Frédéric Clou : Alban Lejeune